# اولی جانستون

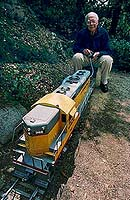

اولیور مارتین جانستون (به انگلیسی: Oliver Martin Johnston Jr) (زاده ۳۱ اکتبر ۱۹۱۲ در پالو آلتو، کالیفرنیا) پویانما آمریکایی بود (فعالیت وی بر روی motion picture یا تصاویر متحرک بود).
او یکی از ۹ پیرمرد دیزنی بود، وی آخرین بازماندهٔ این نسل طلایی پویانما به حساب میامد، اولیور توسط کمپانی والت دیزنی شناخته شد و در سال ۱۹۸۹ جایزهٔ مرد افسانه ای رو توسط این کمپانی دریافت کرد دریافت کرد.

## حرفه
اولی جانسون در سال ۱۹۳۵ یک انیماتور در کمپانی والت دیزنی بود، و در سال ۱۹۴۰ به عنوان کارگردان انیمیشن پینوکیو انتخاب شد. وی با بیشتر انیمیشن‌های دیزنی همکاری کرد از جمله، انیمیشن فانتزیا و بامبی .آخرین کار وی با دیزنی امدادگران بود که وی نه تنها به عنوان انیماتور بلکه به عنوان کاریکاتوریست نیز برای این شرکت کار می‌کرد. آخرین کارهای اولیور روباه و سگ شگاری، آقای سمیی (پیترپن) خواهرخوانده (سیندرلا) دادستان منطقه (ماجراهای ایمچباد و آقای تواد) و پرنسس جان (رابین هود) بود (بر اساس کتاب The Disney Villainنوشتهٔ فرنک تامس) .
جانسون پس از بازنشستگی به عنوان نویسندهٔ مشترک کتاب توهم زندگی با فرنک تامس شروع به کار کرد، که در این کتاب داجب به ۱۲ اصل انیمیشن صحبت شده بود که مهم‌ترین و اساسی‌ترین بخش انیمیشن هنوز هم به حساب میایند. این نوشته اصولی که با اون انیمیشنها در استدیوی دیزنی ساخته شده بود رو حفظ کرد.
از آخرین فعالیت‌های او در زمینه انیمیشن، می‌توان به استفاده از صدای او به جای یکی از شخصیت‌های انیمیشن غول آهنی به کارگردانی براد برد اشاره کرد. در سال ۲۰۰۵ او مدال افتخار ملی آمریکا را از طرف رئیس جمهمور ایالات متحده دریافت کرد.
همکاری این دو اسطورهٔ پویانمایی بعدها توسط پسر تامسون تبدیل به یک مستند شد (با نام فرنک و اولی) فرزند تامس (تئدور تامس) یک مستند دیگر را در سال ۲۰۱۲ در رابطهٔ ۹ مرد دیزنی از ابتدای زندگی تا درگذشتشان منتشر کرد.
وی در سی یک اکتبر ۱۹۱۲ در پالو آلتو ی کالیفرنیا چشم به جهان گشود. اولیور دو خواهر بزرگ‌تر از خود داشت (وینفرد و فلورانس). دوران دبیرستان خود در دیبرستان پالو آلتو گذراند سپس به دانشگاه استنفورد رفت، که در آنجا بر روی مجله طنز استنفورد چاپرال کار می‌کرد همین باعث شد که وی با فرنک تامس آشنا شود و دوستی طولانی مدتی را با فرنک داشته باشد. سپس در سال سوم دانشجویی، اولیور بعد از انجام دادن کارهای هنری به به مدرسه هنری چوینارد(Chouinard Art Institute) منتقل شد. اولیور در سال ۱۹۴۳ با دوست هنرمندش (مری ورسی) که توسط کمپانی دیزنی استخدام شد ازدواج کرد، مری در می ۲۰۰۵ در ۸۷ سالگی فوت کرد.
یکی از تفریحات همیشگی اولی قطارهای بخاری بود، جالب است که والت دیزنی بسیار از این قطارها الهام می‌گرفته و دستور ساخت یک راه‌آهن در حیاط خلوت خانهٔ خود و دیزنی لند داده شده بود.
علاقهٔ وی به لوکوموتیو و قطارهای بخاری به حدی بود که در سال ۱۹۶۰ راه‌آهن narrow gauge خرید و بازسازیش رو انجام داد و نام این راه‌آهن رو که در سال ۱۹۰۱ ساخته شده بود رو به مری (نام همسرش) تغیر داد، وی در سال ۱۹۹۳ راه‌آهن خود را فروخت و جالب است که قطار وی به جان لستر (کارگردان داستان اسباب بازی) در سال ۲۰۰۲ بعداً فروخته شد.

## درگذشت
به گزارش رویترز، «جانستون» که آخرین بازمانده از گروه ۹ پیرمرد افسانه‌ای کمپانی والت دیزنی بود، پس از یک‌دوره مراقب طولانی، روز دوشنبه به تاریخ ۱۴ آوریل ۲۰۰۸ پس ازگذراندن یک دوران طولانی در یک آسایشگاهی در منطقه سکیوم در ایالت واشینگتن بر اثر مرگ طبیعی درگذشت.

## فیلمشناسی
- فانتازیا
- آوای جنوب
- سیندرلا
- آلیس در سرزمین عجایب
- بانو و ولگرد
- ۱۰۱ سگ خالدار
- کتاب جنگل
- زیبای خفته
- جوجه کوچولو